# VR-Bank Spangenberg-Morschen
Die VR-Bank Spangenberg-Morschen eG ist eine Genossenschaftsbank mit Sitz in der hessischen Stadt Spangenberg im Schwalm-Eder-Kreis.  

## Geschichte
Der Ursprung der heutigen VR-Bank Spangenberg-Morschen eG liegt im Spangenberger Stadtteil Pfieffe. Dort wurde am 16. Februar 1889 die Spar- und Darlehenskasse für genossenschaftlichen Geld- und Warenverkehr Pfieffe gegründet. 1973 wurde durch die Fusion der Raiffeisenkasse Pfieffe und Umgegend eGmbH mit der Raiffeisenkasse Mörshausen und Umgegend eGmbH mit dem Sitz in Mörshausen die Raiffeisenbank Spangenberg eGmbH gegründet. Im Jahr 1974 fusionierte dann die Raiffeisenbank Spangenberg eG mit der Raiffeisenkasse Nausis-Spangenberg eG mit dem Sitz in Nausis. Durch die Fusion mit der Raiffeisenbank Morschen eG mit dem Sitz in Altmorschen wurde schließlich im Jahr 1991 die Raiffeisenbank Spangenberg-Morschen eG errichtet. Mit Eintragung vom 13. Dezember 2001 erhielt die Bank dann ihren heutigen Namen.

## Rechtsverhältnisse
Die VR-Bank Spangenberg-Morschen eG ist im Genossenschaftsregister beim Amtsgericht Fritzlar unter GnR 701 eingetragen.

## Organisationsstruktur
Rechtsgrundlagen sind das Genossenschaftsgesetz und die durch die Generalversammlung beschlossene Satzung. Organe der Bank sind der Vorstand, der Aufsichtsrat und die Generalversammlung.

## Sicherungseinrichtung
Die VR-Bank Spangenberg-Morschen eG ist der amtlich anerkannten Sicherungseinrichtung des Bundesverbandes der Deutschen Volksbanken und Raiffeisenbanken GmbH und der zusätzlichen freiwilligen Sicherungseinrichtung des Bundesverbandes der Deutschen Volksbanken und Raiffeisenbanken e.V. angeschlossen.

## Geschäftsausrichtung
Die VR-Bank Spangenberg-Morschen eG betreibt das Universalbankgeschäft. Im Verbundgeschäft arbeitet sie mit der DZ Bank, R+V Versicherung, Bausparkasse Schwäbisch Hall, Teambank, VR Leasing,  DZ Hyp und der Union Investment zusammen.

## Geschäftsgebiet
Das Geschäftsgebiet liegt im Nordosten des Schwalm-Eder-Kreises. Zum Geschäftsgebiet gehören die Stadt Spangenberg sowie die Gemeinde Morschen.
An diesen Orten betreibt die Bank Filialen:
- Spangenberg (Hauptstelle, jur. Sitz)
- Altmorschen (Geschäftsstelle)

Bis zum 31. Dezember 2013 wurde im Stadtteil Pfieffe, dem Ursprungsort der heutigen Bank, eine Nebenstelle betrieben. Diese wurde nach fast 125-jähriger Geschichte geschlossen.